# Явтушенко Олег Олександрович
Олег Олександрович Явтушенко — старший лейтенант Збройних Сил України, учасник російсько-української війни, що загинув у ході російського вторгнення в Україну в 2022 році.

## Життєпис
Олег Явтушенко народився 7 лютого 1997 року в селі Михайлівці (з 2020 року — Гоголівської селищної громади) Миргородського району Полтавської області. Навчався у Кременчуцькому ліцеї з посиленою військово-фізичною підготовкою, а згодом — у Львівському ліцеї сухопутних військ імені Сагайдачного. Відразу після закінчення закладу освіти у складі ЗСУ брав участь у війні на сході України. З початком повномасштабного російського вторгнення в Україну перебував на передовій. Обіймав військову посаду заступника командира мотопіхотного батальйону військової частини А-0998. Загинув 12 березня 2022 року поблизу села Новоолександрівка на Луганщині. Чин прощання із загиблим відбувся 17 березня 2022 року в рідному селі на Полтавщині.

## Нагороди
- Орден Богдана Хмельницького III ступеня (2022, посмертно) — за особисту мужність і самовіддані дії, виявлені у захисті державного суверенітету та територіальної цілісності України, вірність військовій присязі[3].